# 友成晋也
友成 晋也(ともなり しんや、Shinya Tomonari、1964年7月16日 - )は、東京都出身の野球指導者。一般財団法人アフリカ野球・ソフト振興機構、Japan－Africa Baseball&Softball Foundation(J-ABS)代表理事。
10歳から野球を始め、慶応義塾高等学校野球部時代は遊撃手、慶応義塾大学体育会野球部では二塁手を務める。大学野球部は在籍中に二度日本一になるなど黄金時代だった。
慶応義塾大学卒業後リクルートコスモス社を経て、独立行政法人　国際協力機構（JICA）へ入構。1996年、西アフリカのJICAガーナ事務所へ赴任、仕事の傍らガーナナショナル野球チーム初の監督に就任しシドニーオリンピックを目指す。1999年9月、南アフリカのヨハネスブルグで行われたオリンピック大会予選にあたるアフリカ50か国が参加して4年に一度行われるスポーツ大会、オールアフリカゲームで4位入賞を果たす。その後、当時のアフリカ野球連盟会長から「アフリカ野球の友」という団体を設立し今後も支援をしてほしいとの言葉に帰国後の2003年、NPO法人アフリカ野球友の会を設立する。2020年に解散するも事業を継承する一般財団法人アフリカ野球・ソフト振興機構（J-ABS）を2019年12月に設立。日本式野球の導入によりアフリカで人材育成と競技普及の支援を行う「アフリカ55甲子園プロジェクト」の展開に尽力する。
アフリカはガーナ、タンザニア、南スーダンの３カ国に延べ8年半にわたり滞在した経験があり、ガーナでの野球指導の様子は1998年当時のフジテレビ番組「奇跡体験アンビリーバボー」でも放送されている。またガーナでの体験を描いた「アフリカと白球」も執筆、2003年に文芸社から発刊している。
タンザニアではセカンダリスクールを中心に野球チームの設立、ナショナルチームの監督にも就任し指導、タンザニア初の野球場の建設や全国大会「タンザニア甲子園」の継続的な支援を行っている。また、2013年に交通安全の啓発を促す歌「ANZEN UNTEN」プロジェクトを展開、タンザニアの人気歌手二人と青年海外協力隊の一人からなるトリオを結成、ショートムービーを完成させテレビなどで放映、交通事故が前年度の４割減という結果を出している。
南スーダンへは内戦によりJICA事務所の封鎖が一時あったが、事務所再開の2018年に所長として赴任、南スーダン青少年少女野球団を結成し監督に就任、野球とソフトボールの指導を行う。南スーダンでの野球活動の様子は朝日新聞社が運営する言論サイト「論座」にて2019年から2020年まで31回にわたり「野球人、アフリカをゆく」のタイトルで掲載された。また、2020年東京オリンピックに参加した南スーダンの陸上選手たち５名のホストタウン前橋市との橋渡しにも尽力した。
「自ら機会を創り出し、機会によって自らを変えよ」を信条に、「情熱貫徹」何事にも情熱を持って全力投球で取り組み、初志貫徹を意味する造語を座右の銘とし、野球指導のほかに執筆活動や講演会など全国で行っている。
2025年度には「アフリカの甲子園」を題材にした中学生の英語科の教科書(開隆堂出版社)に、友成晋也のその活動を取り上げた内容が掲載され、教材となっている。彼の野球を通した人材育成が、英語教育を通して日本の子どもたちに逆輸入されている。

## 経歴
1988年　慶應義塾大学経済学部卒業、株式会社リクルートコスモスに入社
　1992年　独立行政法人国際協力機構（JICA）に転職（社会人採用）
　1996年　JICAガーナ事務所の所員として海外勤務（～1999年）
　1997年　ガーナナショナル野球チームの監督に就任（～1999年）
　1999年　オールアフリカゲームスに監督として出場し、チームをアフリカベスト４に導く
　2003年　NPO法人アフリカ野球友の会代表理事に就任（～2020年）
　2012年　JICAタンザニア事務所の所員として海外勤務（～2015年）
　2014年　タンザニアナショナル野球チームの監督に就任（～2015年） U18世界大会アフリカ予選に出場し、チームをアフリカ3位に導く
　2018年　JICA南スーダン事務所の所長として海外勤務（～2020年）南スーダン青少年少女野球団の監督に就任（～2020年）
　2019年　一般財団法人アフリカ野球・ソフト振興機構（J-ABS）の代表理事に就任
　2020年　JICAを早期退職
　2021年　J-ABS代表理事に専念

## 執筆
- 『アフリカと白球』（文芸 社）(2003年8月)
- 三田評論『発展するアフリカに必要なもの　スポーツを通じた貢献』(2013年3月号)
- 機関誌「アフリカ」寄稿文『アフリカの開発に野球を～野球が教えてくれたアフリカの今と未来』
- 朝日新聞ウェブサイト「論座」連載全31話『野球人、アフリカをゆく』（2019年4月～2020年8月）　他